# Tienda de caridad

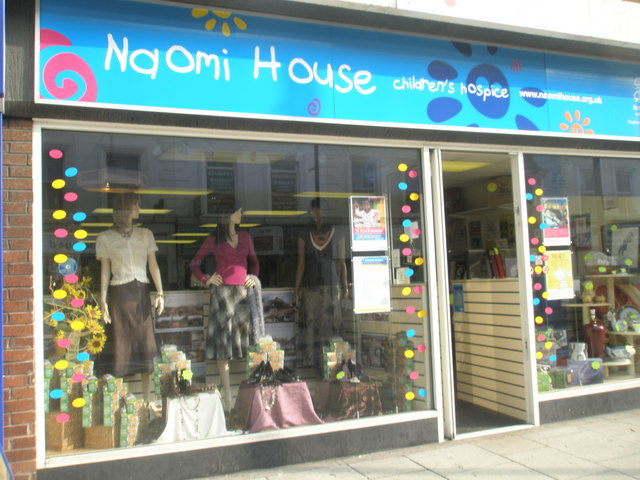
Una tienda de caridad en Fareham, Hampshire, Reino Unido

Una tienda de caridad o tienda de ahorro es un establecimiento minorista administrado por una organización de caridad para recaudar dinero. Las tiendas de caridad son un tipo de empresa social. Suelen contar con voluntarios y venden principalmente productos usados, como ropa, libros, álbumes de música, DVD y muebles donados por miembros del público. Debido a que los artículos en venta se obtuvieron de forma gratuita y los costos comerciales son bajos, los artículos se pueden vender a precios competitivos. Una vez que se pagan los costos, todos los ingresos restantes de las ventas se utilizan de acuerdo con el propósito caritativo declarado de la organización. Los costos incluyen la compra o la depreciación de accesorios (estantes para ropa, estanterías, mostradores, etc.), costos de operación (mantenimiento, tarifas de servicio municipal, electricidad, calefacción, teléfono, publicidad limitada) y el contrato de alquiler o hipoteca del inmueble. 

## Terminología
A las tiendas de caridad también se puede hacer referencia como tiendas de segunda mano (thrift stores, en los Estados Unidos y Canadá), tiendas de cuidados paliativos (hospice shops), tiendas de reventa (resale, un término que en los Estados Unidos también cubre tiendas de empeño), y la tienda de oportunidad (opshop) (en Australia y Nueva Zelanda).

## Historia

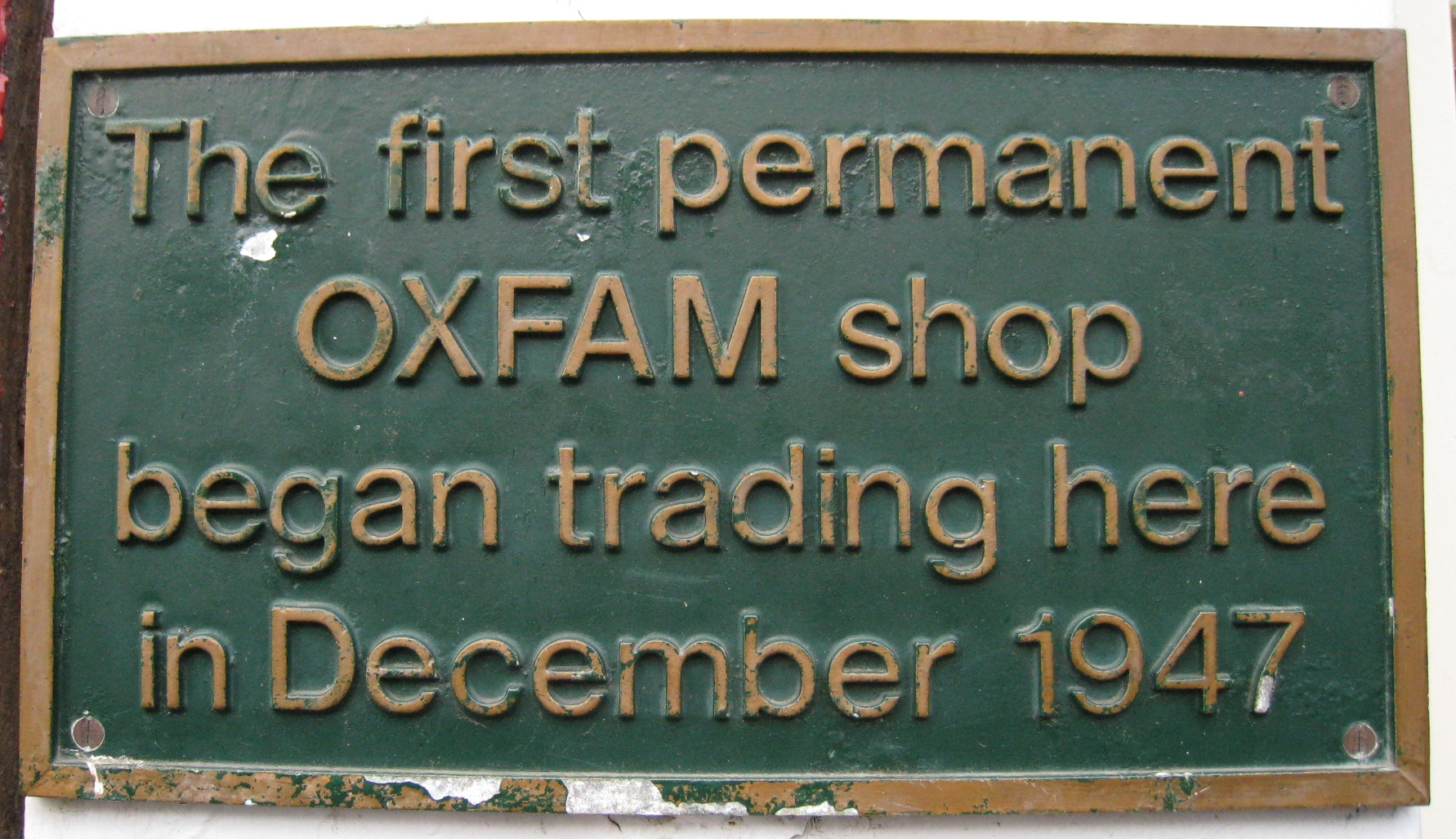
Placa adherida a la tienda original de Oxfam en 17 Broad Street, Oxford

Una de las primeras tiendas de caridad fue creada por la Wolverhampton Society for the Blind (ahora llamada Beacon Center for the Blind) en 1899 para vender productos hechos por personas ciegas para recaudar fondos para la Society. Durante la Primera Guerra Mundial, hubo varias actividades de recaudación de fondos, como un bazar en Shepherd Market, Londres, que recaudó £ 50 000 para la Cruz Roja. 
Sin embargo, fue durante la Segunda Guerra Mundial que la tienda de caridad se generalizó. El Acuerdo de la Universidad de Edimburgo abrió su 'Tienda de segunda mano para todos' en Nicholson Place, Edimburgo en 1937; la Cruz Roja abrió su primera tienda de caridad en 17 Old Bond Street, Londres, en 1941. Durante la guerra, se abrieron más de doscientas tiendas de regalos "permanentes" de la Cruz Roja y unas 150 tiendas temporales de la Cruz Roja. Una condición de la licencia de la tienda emitida por la Junta de Comercio era que todos los bienes ofrecidos para la venta eran regalos. Estaba prohibida la compra para reventa. Las ganancias totales de las ventas tuvieron que ser transferidas a la Cruz Roja del Duque de Gloucester o al Fondo de San Juan. La mayoría de los locales se prestaron libre de alquiler y, en algunos casos, los propietarios también se reunieron los costos de calefacción e iluminación. 
La primera tienda benéfica de Oxfam en el Reino Unido fue establecida por Cecil Jackson-Cole en Broad Street, Oxford, y comenzó a comercializarse en diciembre de 1947 (aunque la tienda en sí no abrió hasta febrero de 1948).

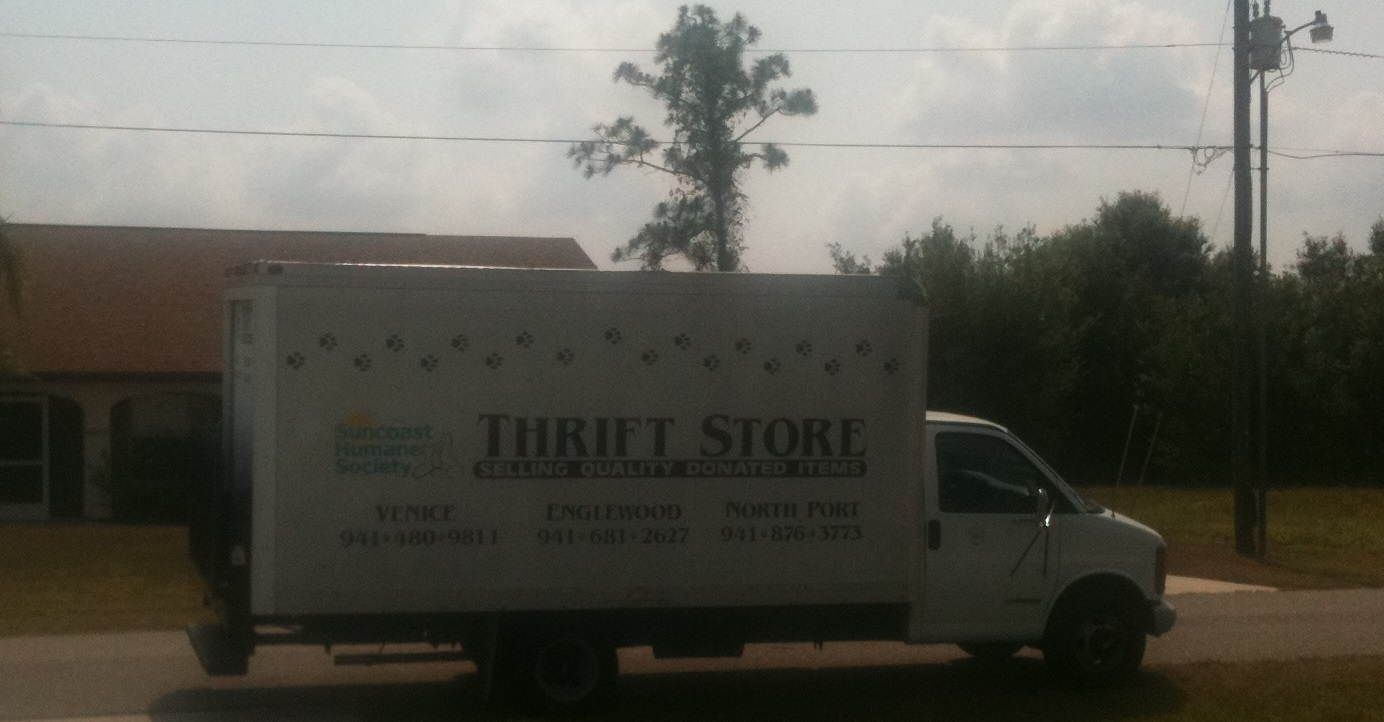
Camión usado por Suncoast Humane Society Thrift Store para recolectar donaciones en Port Charlotte, Florida.

Las tiendas de caridad son a menudo populares entre las personas que son frugales. En los Estados Unidos, comprar en una tienda de caridad se ha vuelto lo suficientemente popular como para ganar un término de jerga: thrifting. Los ambientalistas pueden preferir comprar bienes de segunda mano, ya que esto utiliza menos recursos naturales y usualmente haría menos daño al medio ambiente que comprando bienes nuevos, en parte porque los bienes generalmente se recolectan localmente. Además, la reutilización de artículos de segunda mano es una forma de reciclaje y, por lo tanto, reduce la cantidad de residuos que se envían a los vertederos. Las personas que se oponen a los talleres de explotación laboral a menudo compran ropa de segunda mano como una alternativa para no apoyar a empresas de ropa con prácticas éticas dudosas. Las personas que desean auténtica ropa vintage suelen comprar en tiendas de segunda mano, ya que la mayoría de la ropa que se dona es antigua y está fuera de moda, o es de una persona recientemente fallecida que no había actualizado su ropa durante mucho tiempo. Comprar en tiendas de segunda mano, o "thrifting", se ha vuelto increíblemente popular entre los adultos jóvenes. Se ha convertido en una tendencia en muchos canales de YouTube para hacer videos "emocionantes". Los adultos jóvenes que hacen estos videos tienden a comprar en tiendas de segunda mano más por la moda que por los precios. 
Los bienes de segunda mano se consideran bastante seguros. La Dirección de Salud Pública del sur de Australia dice que el riesgo para la salud de comprar ropa usada es muy bajo. Explica que lavar los artículos comprados en agua caliente es solo una de las varias formas de eliminar el riesgo de contraer enfermedades infecciosas.

## Venta de bienes nuevos
Algunas tiendas de caridad, como la British Heart Foundation, también venden una variedad de productos nuevos que pueden ser calificados para caridad, o tienen alguna conexión con la causa que la caridad apoya. Las tiendas Oxfam, por ejemplo, venden comida y artesanía de comercio justo. Las tiendas de caridad pueden recibir el exceso de stock o productos obsoletos de negocios con fines de lucro; las empresas con fines de lucro se benefician al reducir o eliminar impuestos y eliminar bienes no deseados de su tienda en lugar de tirarlos, lo cual es costoso.

## Tiendas de caridad por región

### Reino Unido

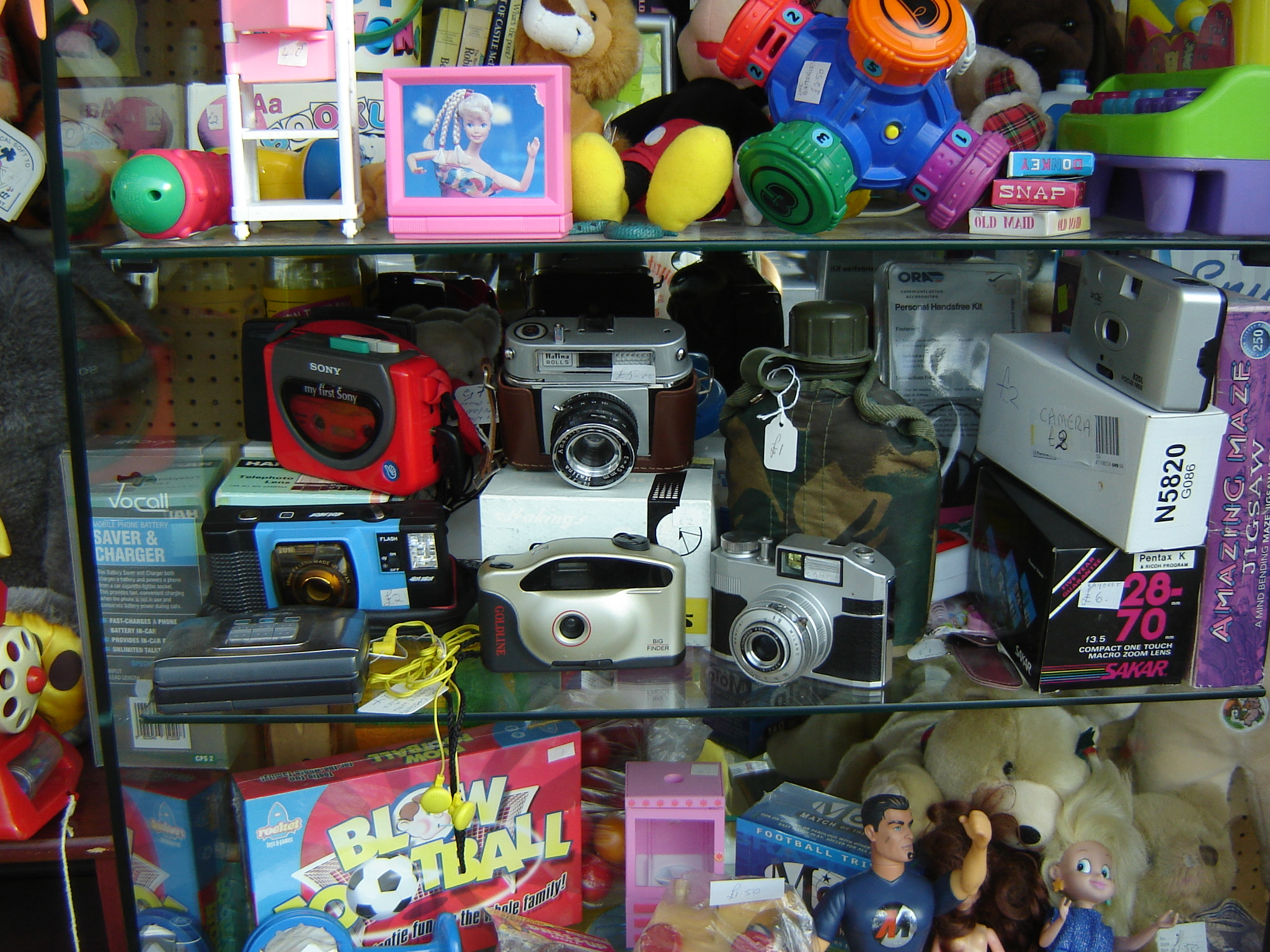
Escaparate de una tienda de caridad del Reino Unido.

Oxfam tiene el mayor número de tiendas de caridad en el Reino Unido con más de 700 tiendas. Muchas tiendas de Oxfam también venden libros, y la organización ahora opera con más de 70 librerías especializadas de Oxfam, lo que las convierte en el mayor minorista de libros de segunda mano en el Reino Unido. Otros afiliados de Oxfam también tienen tiendas, como Jersey, Alemania, Irlanda (45 tiendas en NI / ROI), los Países Bajos y Hong Kong. Otras organizaciones benéficas con una fuerte presencia en las calles principales del Reino Unido incluyen The Children's Society, YMCA, British Heart Foundation, Barnardos, Cancer Research UK, Shelter, Roy Castle Lung Cancer Foundation, Age UK (anteriormente Age Concern and Help the Aged), Marie Curie Cancer Care, Norwood, Save the Children, Scope, PDSA, Naomi House Children's Hospice y Sue Ryder Care. Muchos hospicios locales también operan tiendas de caridad para recaudar fondos. 
Hay más de 9000 tiendas de caridad en el Reino Unido y la República de Irlanda. Sus ubicaciones se pueden encontrar en el sitio web de la Charity Retail Association (CRA), junto con información sobre minoristas de caridad, qué tiendas pueden o no pueden aceptar, etc. La CRA es una organización miembro de organizaciones benéficas que administran tiendas. Las tiendas de caridad británicas son atendidas principalmente por voluntarios no remunerados (ad honorem), con un gerente de tienda pagado. Los bienes para la venta son predominantemente de donaciones —87% según la estimación oficial—. Las donaciones deben llevarse directamente a una tienda de caridad durante el horario de apertura, ya que los transeúntes o las inclemencias del tiempo pueden robar o dañar las mercancías que quedan en la calle. En zonas de alto poder adquisitivo, las donaciones incluyen una proporción de ropa de diseñador de buena calidad y las tiendas de caridad en estas áreas se buscan para las modas de bajo precio. Las tiendas de caridad "estándar" venden una mezcla de ropa, libros, juguetes, videos, DVD, música (como CD, cintas de casete y vinilo) y bric-a-brac (como cubiertos y adornos). Algunas tiendas se especializan en ciertas áreas, como ropa vintage, muebles, artículos eléctricos o discos. 
Casi todas las tiendas de caridad venden sus tejidos sin vender (es decir, telas sin mancha, manchadas o dañadas) a los procesadores de tejidos. Cada tienda de caridad ahorra un promedio de 40 toneladas de tejidos cada año, vendiéndolos en la tienda o pasándolos a estos comerciantes de tejidos para su reciclaje o reutilización. Esto representa aproximadamente 363 000 toneladas en todas las tiendas de caridad en el Reino Unido; basado en el valor del impuesto sobre el relleno sanitario de 2010 a £ 48 por tonelada, el valor de los tejidos reutilizados o pasados para ser reciclados por tiendas de caridad en términos de ahorro en el impuesto sobre el relleno sanitario es de £ 17 424 000 pa <i>Gift Aid</i> es un incentivo fiscal en el Reino Unido para donantes individuales donde, sujeto a una declaración firmada por la organización benéfica, el impuesto sobre la renta pagado por las donaciones puede ser reclamado por la organización benéfica. Aunque inicialmente estaba destinado solo a donaciones en efectivo, desde 2006 el plan permite el reclamo del impuesto a las tiendas de caridad que actúan como agentes del donante.
Las tiendas de caridad en el Reino Unido obtienen obligatoriamente una reducción 80 % sobre las tarifas comerciales en sus instalaciones, que es financiado por el gobierno central (no por los contribuyentes locales) y es un ejemplo de su apoyo al sector de caridad y el papel de las tiendas de caridad en la recaudación de fondos para organizaciones benéficas. Las organizaciones benéficas pueden solicitar un alivio discrecional sobre el 20 % restante, que es una fuente ocasional de críticas de los minoristas que tienen que pagar en su totalidad.

### Australia
En Australia, las principales cadenas de tiendas de oportunidades nacionales incluyen la Tienda de Ahorros de St. Vincent de Paul (que opera como Vinnies) que opera 627 tiendas en Australia, Tiendas Anglicare, que actualmente operan en 19 ubicaciones en Sídney y en Illawarra también en varias ubicaciones Australia, el Ejército de Salvación (comercializado como Salvos), la Cruz Roja, MS Australia y la Hermandad de San Lorenzo. Muchas organizaciones benéficas locales, tanto religiosas como seculares, administran tiendas de caridad (conocidas localmente como opshops). Comunes entre estos son misiones y refugios para animales.

### Estados Unidos
En los Estados Unidos, los principales operadores de tiendas de ahorro/caridad nacionales incluyen Goodwill Industries, Value Village / Savers, Ejército de Salvación, St. Vincent de Paul Thrift Store y ReStore (operado por Habitat for Humanity ). Los operadores regionales incluyen Deseret Industries en el oeste de los Estados Unidos y aquellos administrados por Bethesda Lutheran Communities en el medio oeste superior. Muchas organizaciones caritativas locales, tanto religiosas como seculares, operan tiendas de segunda mano. Comunes entre estos son las misiones, hogares de niños, refugios para personas sin hogar y refugios para animales. Además, las iglesias operan algunas tiendas de caridad como lugares de recaudación de fondos que apoyan las actividades y el trabajo misionero. 